# Хмельницький інститут соціальних технологій Університету «Україна»
Хмельницький інститут соціальних технологій Університету «Україна» — неприбутковий заклад вищої освіти, створений 1999 року як представництво ВНЗ «Відкритий міжнародний університет розвитку людини „Україна“» на Хмельниччині. У 2002 році представництво реорганізовано у філію, а у 2005 році — в інститут.
З 7 вересня 1999 року посаду ректора обіймає Михайло Євгенович Чайковський.
Наймолодший заклад вищої освіти на Поділлі. За два десятиліття свого існування підготовлено понад 10 тис. фахівців, з них — близько 1 тис. з особливими освітніми потребами. Заклад став піонером на Хмельниччині з відкриття низки спеціальностей, зокрема: «Видавнича справа та редагування», «Психологія», «Соціальна робота», «Фізична реабілітація», «Фізична терапія, ерготерапія». Створено матеріально-технічну й навчально-методичну базу, зокрема, для ефективного опанування кожної спеціальності створено лабораторії, працюють інформаційно-комп'ютерний центр, центр соціальної інклюзії, навчально-реабілітаційний центр тощо.
Ступені навчання: Молодший фаховий бакалавр, Бакалавр, Магістр.

## Спеціальності інституту
- право
- психологія
- соціальна робота
- фізична культура і спорт
- фізична терапія, ерготерапія
- середня освіта (біологія та здоров'я людини)
- інформаційна, бібліотечна та архівна справа

## Кафедри
- кафедра психології та соціальної роботи
- кафедра правових та інформаційних технологій
- кафедра фізичної терапії, ерготерапії, фізичної культури і спорту

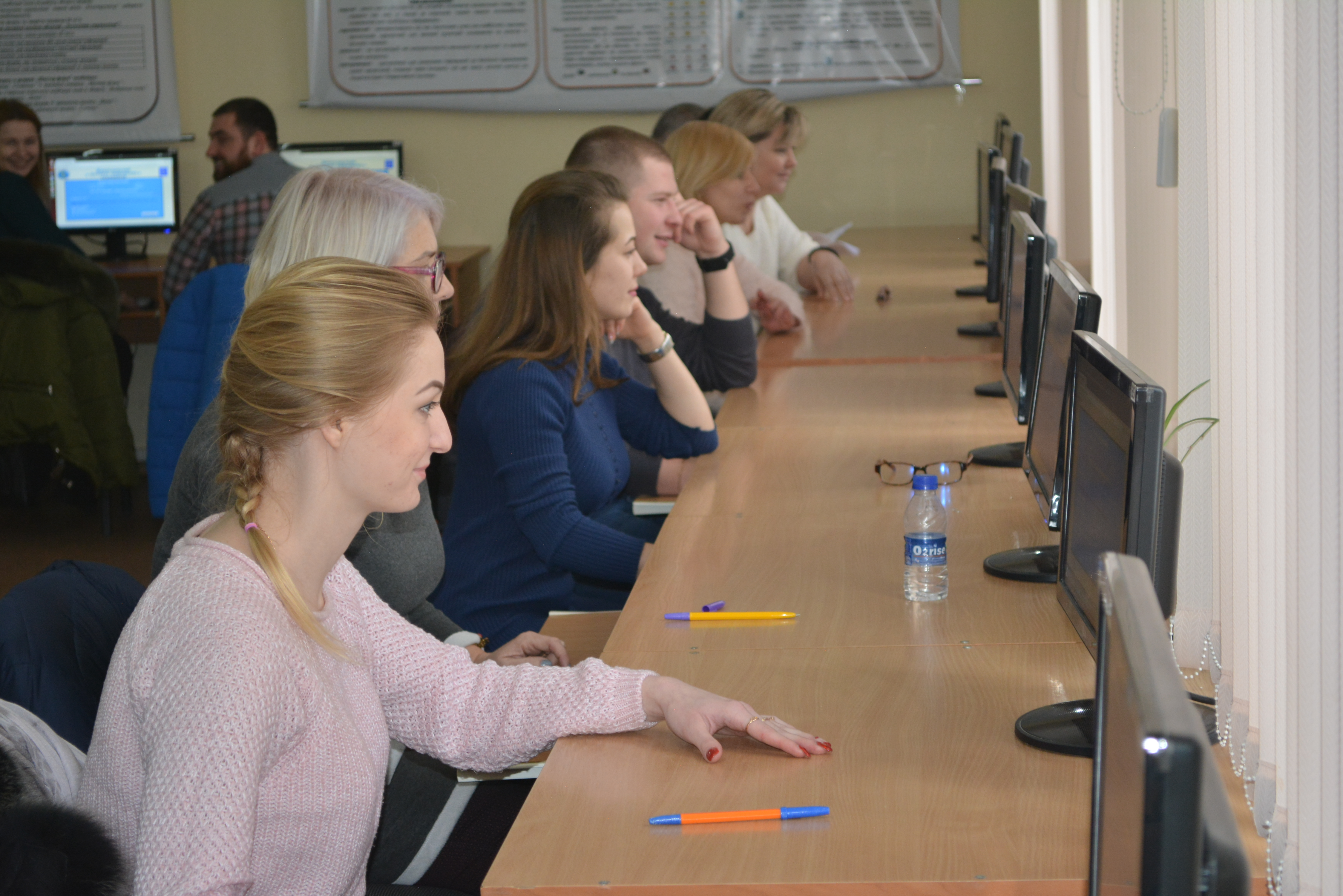
На занятті
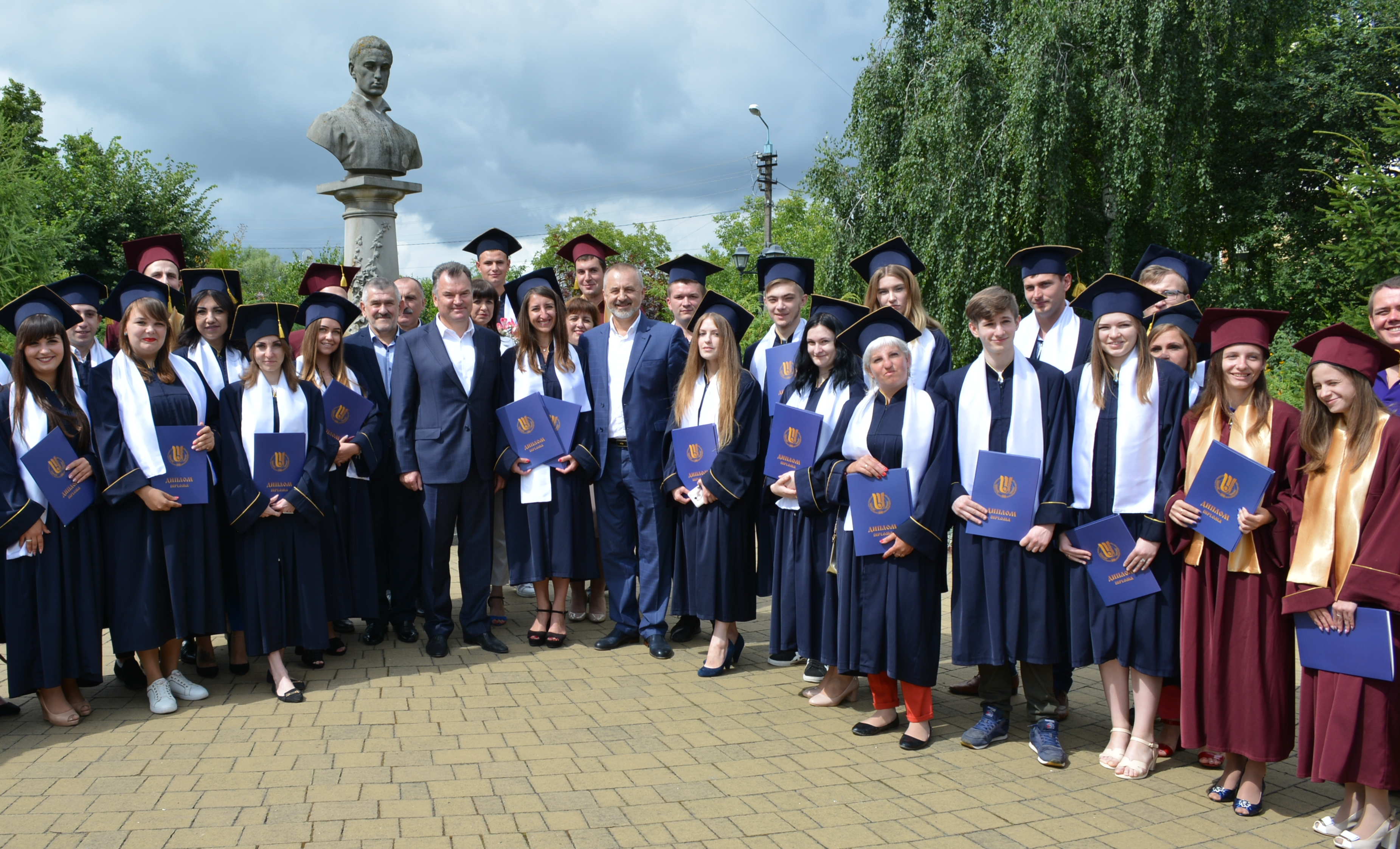
Випускники ХІСТ
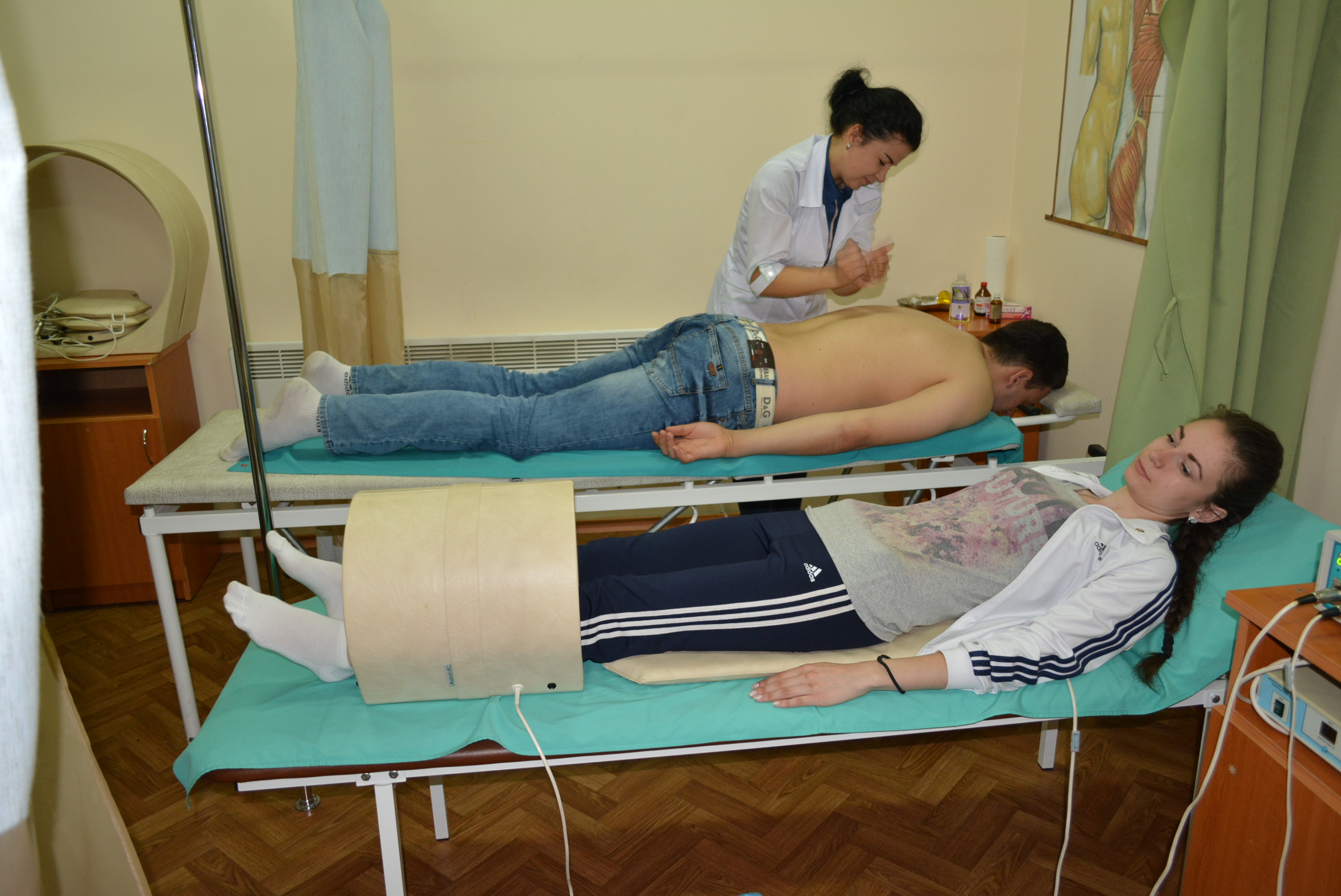
Навчально-реабілітаційний центр інституту
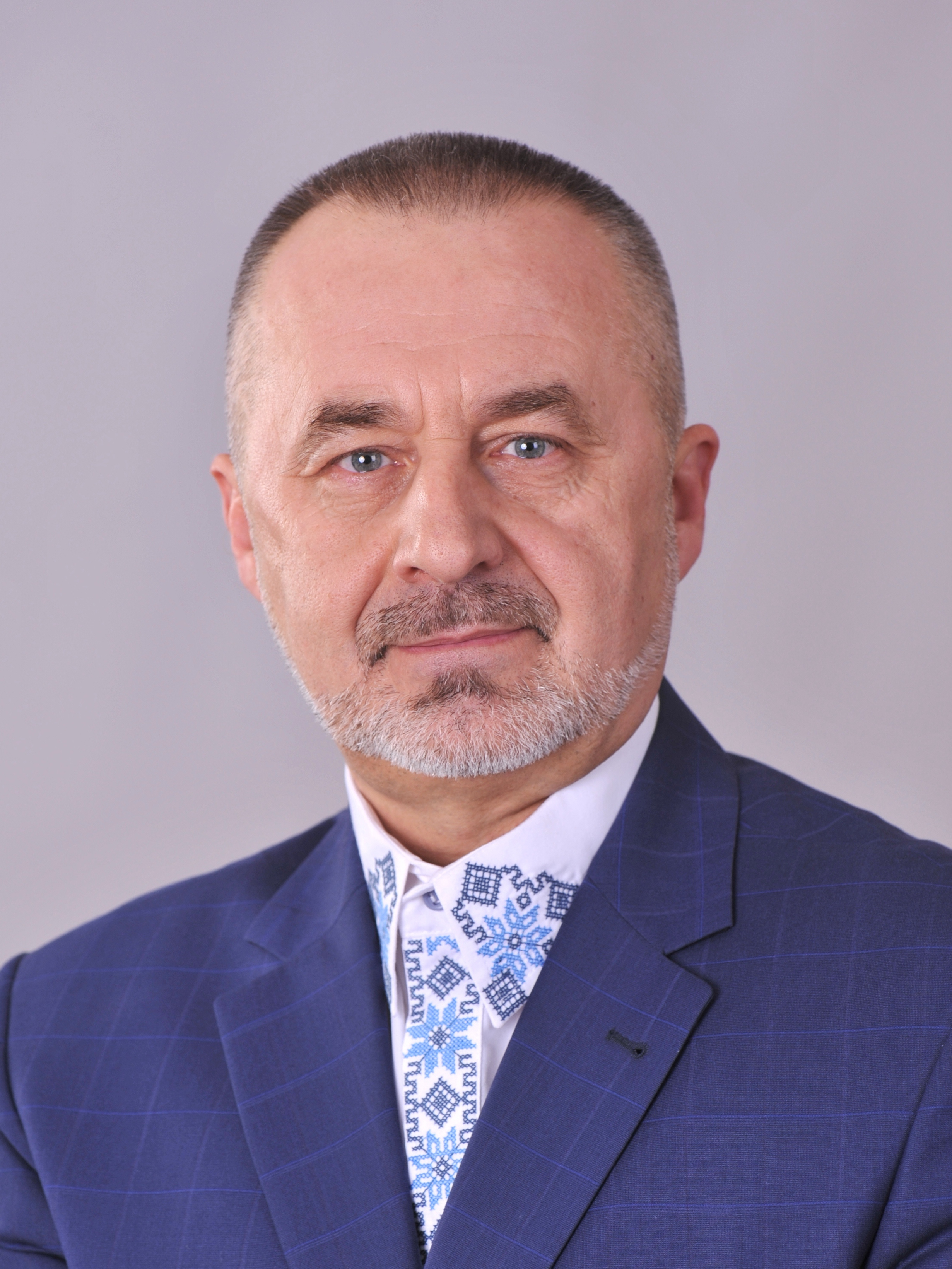
Ректор Михайло Євгенович Чайковський